# Daimachos (3. Jahrhundert v. Chr.)
Daimachos (auch Deimachos, griechisch Δαίmαχος oder Δηίmαχος) war ein antiker griechischer Geschichtsschreiber und Diplomat im 3. Jahrhundert v. Chr.
Daimachos stammte, wie ein anderer gleichnamiger Geschichtsschreiber, aus Plataiai. Er stand in Diensten des Seleukiden Antiochos I. und fungierte als Nachfolger des Megasthenes als seleukidischer Gesandter am Hof des indischen Mauryakönigs Bindusara in Pataliputra (Palimbothra), wie Strabon berichtet: „Sie waren nämlich nach Palimbothra geschickt worden – Megasthenes zu Sandrokottos (Chandragupta Maurya), Deimachos zu dessen Sohn Amitrochades (Bindusara).“
Über diese Zeit verfasste Daimachos ein Geschichtswerk mit dem Titel Indiká, von dem nur wenige Fragmente erhalten sind. Daimachos scheint darin gegen andere Autoren polemisiert zu haben, doch wurde seine Glaubwürdigkeit schon in der Antike als sehr gering eingeschätzt. Strabon etwa bestritt nicht nur die Angaben in Daimachos' Indiká, er kam auch an derselben Stelle zu einem vernichtenden Urteil über die beiden genannten Autoren (wenngleich Megasthenes in der Forschung keinen schlechten Ruf genießt): „Nun gilt für sämtliche Autoren die über Indien geschrieben haben, dass sie meist schwindeln, im höchsten Maße aber für Deimachos; den zweiten Preis bekommt Megasthenes; Onesikritos, Nearchos und Andere von diesem Schlag stammeln bereits die Wahrheit.“

## Textausgaben
- Die Fragmente der griechischen Historiker Nr. 716 bzw. Brill’s New Jacoby (mit englischer Übersetzung, Kommentar und biographischer Skizze von Johannes Engels).